# Dorippa
Dorippa (in greco antico Δωρίππη) è un personaggio della mitologia greca.

## Mitologia
Dorippa era originaria della Tracia dove venne catturata dai pirati. Fu liberata e divenne moglie di Anio, signore di Delo.
Dal loro matrimonio nacquero sei figli, tre femmine e tre maschi. Le tre femmine erano Elaide, Eno e Spermo, collettivamente note come Oinotrope poiché avevano ricevuto da Dioniso il dono di trasformare rispettivamente bacche, acqua ed erba in olive, vino e grano. I tre maschi erano Androne, Mykonos e Taso.